# Lionel Carole
Lionel Jules Carole (* 12. April 1991 in Montreuil) ist ein französischer Fußballspieler, der seit August 2021 bei Kayserispor unter Vertrag steht.

## Karriere

### Verein
Carole begann mit dem Vereinsfußball in der Nachwuchsabteilung von UJA Maccabi Paris und wechselte 2006 in den Nachwuchs des FC Nantes. Bei Letzterem spielte er bis ins Jahr 2010. Anschließend wurde er in die Profimannschaft aufgenommen und absolvierte für diese bis ins Jahr 2011 14 Ligaspiele.
2009 wechselte er zum portugiesischen Verein Benfica Lissabon. Bei diesem Verein konnte er sich nicht durchsetzen. So wurde er in der Saison 2011/12 an CS Sedan ausgeliehen. Im Sommer 2012 wurde er dann an Benfica Lissabon B, der Zweiten Mannschaft von Benfica abgegeben und spielte für diesen in der 2. portugiesischen Liga.
2012 wechselte Carole zurück nach Frankreich und heuerte beim Zweitligisten ES Troyes AC an. Hier etablierte er sich schnell als Leistungsträger. Die Saison 2014/15 beendete er mit seinem Verein als Meister der Ligue 2 und sicherte sich so den Aufstieg in die Ligue 1.
Im Sommer 2015 wechselte er gegen eine Mindestablösesumme von 1,5 Millionen Euro zum türkischen Erstligisten Galatasaray Istanbul. Carole entwickelte sich zum gesetzten Linksverteidiger der Mannschaft und konnte seit seinem Wechsel ein Mal den türkischen Pokal und zweimal den Supercup gewinnen.
Die Saison 2017/18 verbrachte Carole bei FC Sevilla. Im August 2018 kehrte der Außenverteidiger nach Frankreich zurück und wechselte zu Racing Straßburg. Für Racing spielte er drei Jahre, bevor er im Sommer 2021 in die Türkei zu Kayserispor wechselte.

### Nationalmannschaft
Carole startete seine Nationalmannschaftskarriere 2008 mit einem Einsatz für die französische U-17-Nationalmannschaft.
Die nachfolgenden Jahre spielte er für die U-20 und U-21-Auswahl seines Landes.

## Erfolge
- Türkischer Pokalsieger: 2016
- Türkischer Fußball-Supercup: 2016, 2017